# Paul Ausserleitnerschans
De Paul Ausserleitnerschans is een skischans in het Oostenrijkse Bischofshofen. De schans is gelegen in het Sepp Bradl-skistadion. In datzelfde stadion treft men ook nog de Laidereggschans aan.

## Geschiedenis
De schans werd in 1947 gebouwd en in 2003 grondig vernieuwd. De schans is genoemd naar Paul Asserleitner, een Oostenrijks schansspringer die in 1952 om het leven kwam als gevolg van een val op deze schans. 
De wereldkampioenschappen noords skiën 1999 vonden hier plaats. De vierde en tevens laatste wedstrijd van het Vierschansentoernooi wordt traditioneel gesprongen op de Paul Ausserleitnerschans. In 2008 en 2022 werd hier ook de derde wedstrijd van het Vierschansentoernooi gesprongen omdat in deze jaren vanwege te harde wind niet in Innsbruck kon worden gesprongen.